# Prosopis velutina
Prosopis velutina là một loài thực vật có hoa trong họ Đậu. Loài này được Wooton miêu tả khoa học đầu tiên.

## Hình ảnh

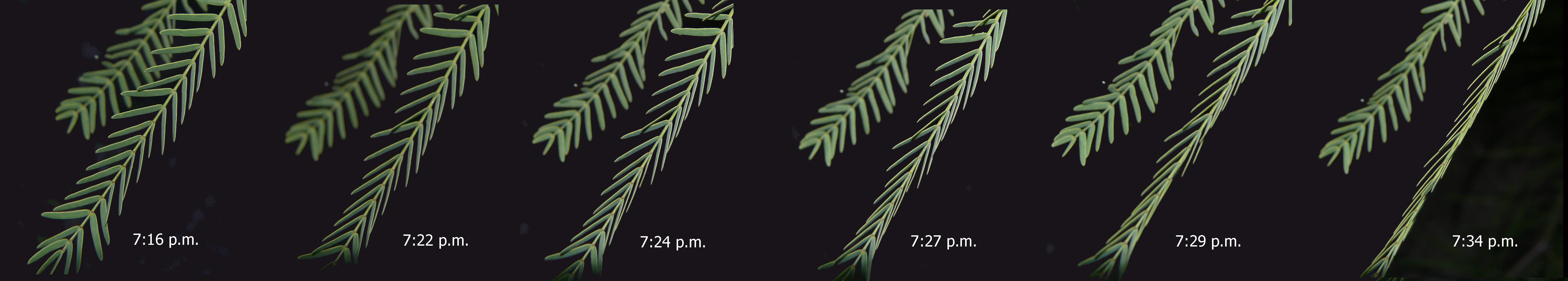
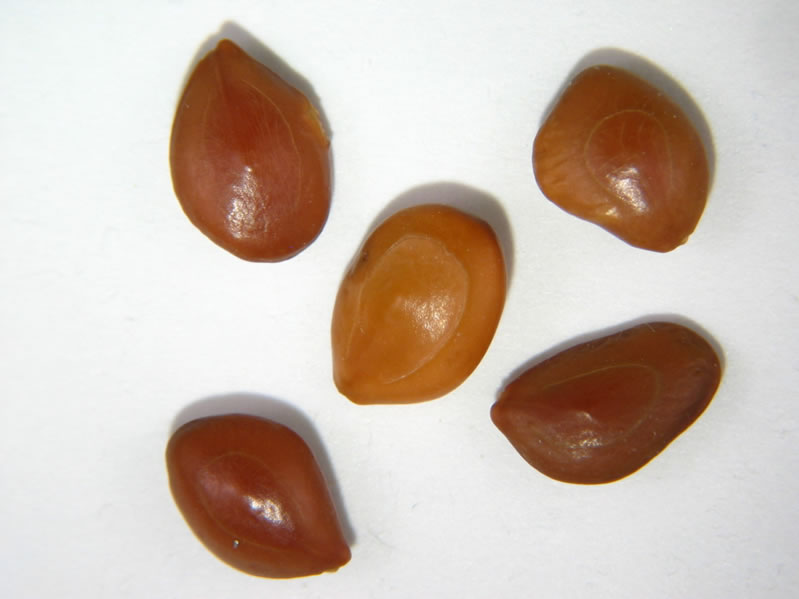
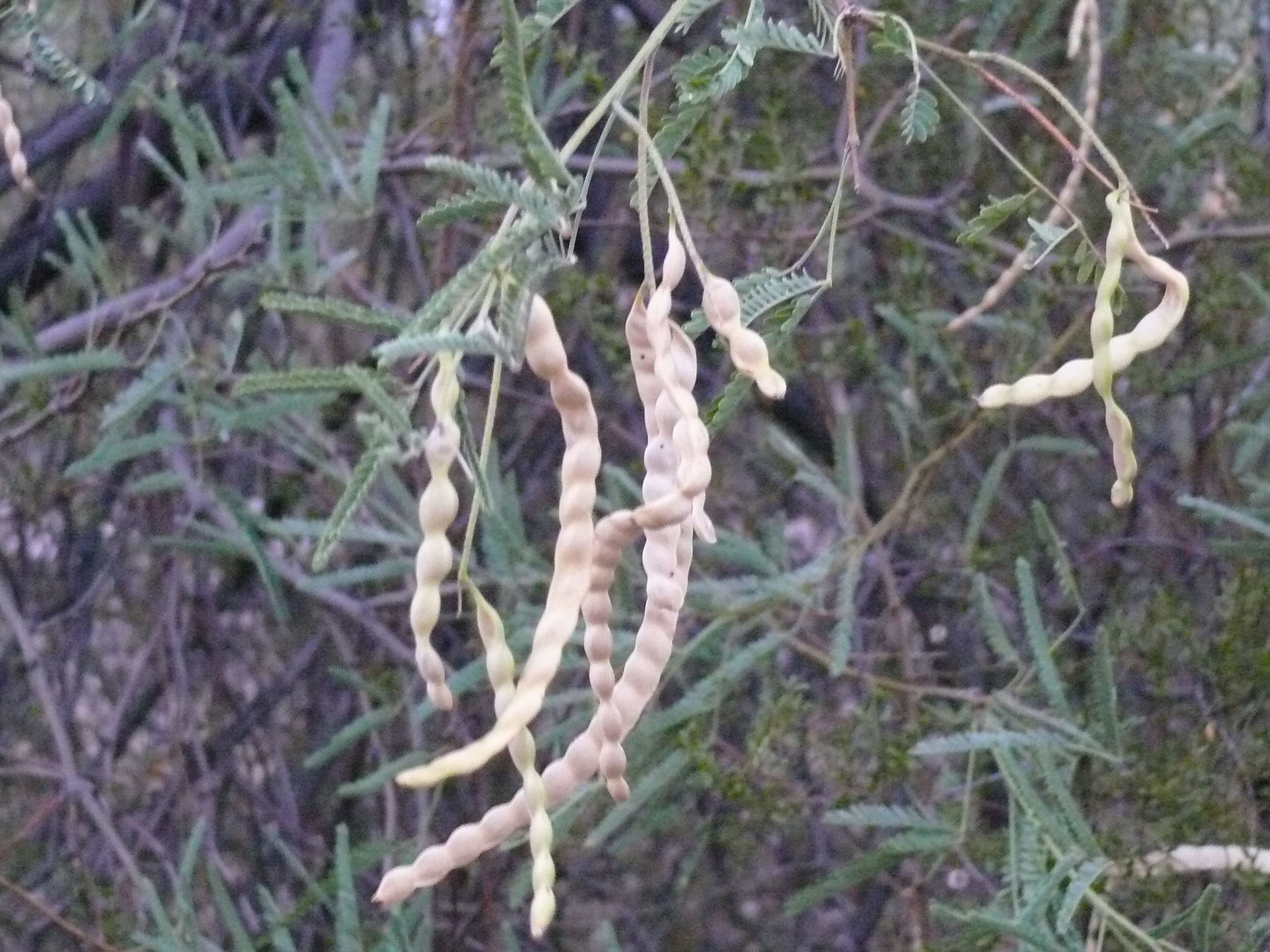
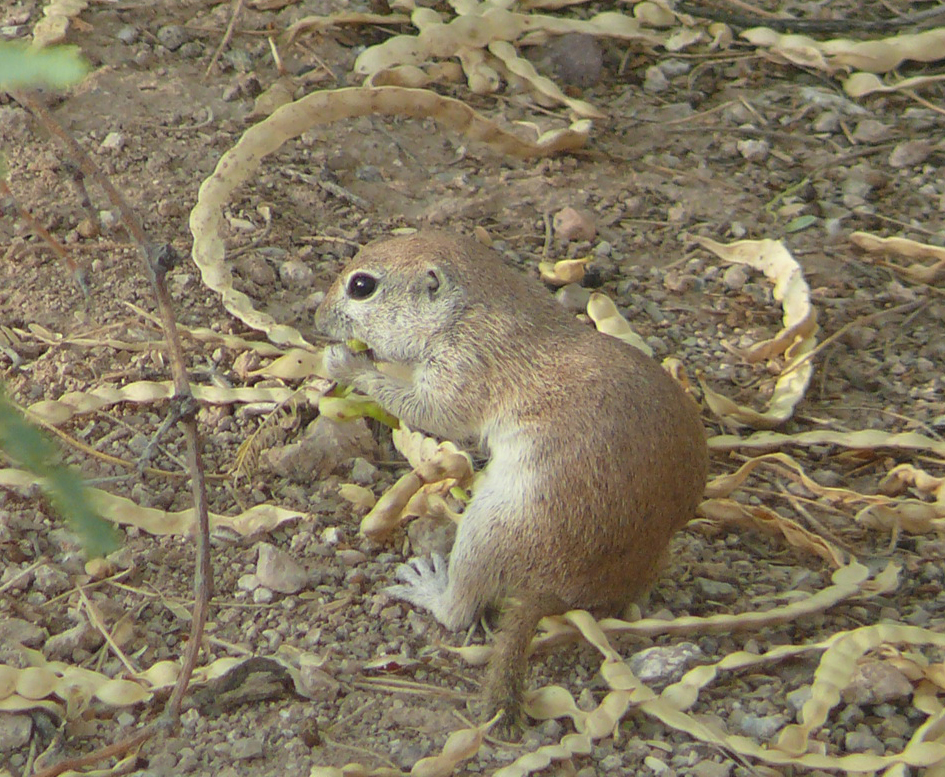